# منذر إسحاق
منذر إسحاق (مواليد 1979) هو قس ومؤلف وعالم لاهوتي فلسطيني مقيم في الضفة الغربية. منذ فترة من الزمن، انتقد منذر بشدة معاملة الحكومة الإسرائيلية للفلسطينيين والدعم المسيحي الصهيوني لإسرائيل. أصبح معروفًا على نطاق واسع في جميع أنحاء العالم بسبب نشاطه خلال حرب غزة، بما في ذلك ظهوره في وسائل الإعلام، والجولات الخطابية، والمنشورات على وسائل التواصل الاجتماعي. في ديسمبر 2023، انتشر مشهد ميلاد كنيسته الذي يصور يسوع مستلقيًا على كومة من الأنقاض وعظته "المسيح وسط الأنقاض: قداس الرثاء" على نطاق واسع. وأصبح هذا عنوان كتاب يصدر عام 2025 بعنوان "المسيح وسط الأنقاض: الإيمان والكتاب المقدس والإبادة الجماعية في غزة".
نشأ في بيت ساحور، وحصل على درجة الدكتوراه في مركز أكسفورد للدراسات التبشيرية، وأصبح فيما بعد مديرًا لمؤتمر المسيح عند نقطة التفتيش والعميد الأكاديمي لكلية بيت لحم للكتاب المقدس. رسم في الكنيسة الإنجيلية اللوثرية في الأردن والأراضي المقدسة في عام 2016، وهو حالياً راعي كنيستين، بما في ذلك كنيسة عيد الميلاد اللوثرية في بيت لحم. يُعتبر عالم لاهوت وقسًا فلسطينيًا بارزًا، نشر منذر العديد من الكتب، بما في ذلك الجانب الآخر من الجدار: رواية مسيحية فلسطينية عن الرثاء والأمل (2020).

## بداية حياته وتعليمه
وُلِد منذر عام 1979 في بيت ساحور، فلسطين، لعائلة مسيحية أرثوذكسية. عندما كان طفلاً، عاش منذر الانتفاضة الأولى وشهد الاحتجاجات وحظر التجول. ويتذكر قيام جنود الاحتلال بالاستيلاء على ممتلكات السكان في بيت ساحور، بما في ذلك سيارة عائلته، رداً على إضراب ضريبي نظمه السكان.
يحتفظ منذر بذكريات طفولة عن التسوق لعيد الميلاد في القدس، وهي المدينة التي لم تعد الحكومة الإسرائيلية تسمح له بزيارتها. وعندما كبر، شهد بناء الجدار العازل في الضفة الغربية، الذي يفصل بيت لحم عن القدس ويتطلب من الفلسطينيين التقدم بطلب للحصول على تصاريح للسفر عبر نقاط التفتيش العسكرية الإسرائيلية بين المدينتين. وبسبب نشاطه المؤيد لفلسطين، ألغت الحكومة الإسرائيلية تصريح سفر منذر.
عندما بدأت الانتفاضة الثانية، كان منذر يدرس الهندسة المدنية في جامعة بيرزيت. وقد أثار رد فعل الجيش الإسرائيلي على الانتفاضة الثانية غضب منذر، مما دفعه إلى البحث عن طريقة لمساعدة زملائه الفلسطينيين. قرر دراسة اللاهوت، وحصل على درجة الماجستير في معهد وستمنستر اللاهوتي والدكتوراه في مركز أكسفورد لدراسات البعثة.

## حياة مهنية
في عام 2012، أصبح منذر مديرًا لمؤتمر المسيح عند نقطة التفتيش (CATC)، وهو مؤتمر يهدف إلى تشجيع وتنظيم المعارضة للاحتلال الإسرائيلي لفلسطين بين المسيحيين من بلدان أخرى. وبالإضافة إلى حضور المحاضرات، يشهد المشاركون في المؤتمر بعض مظاهر الاحتلال الإسرائيلي، بما في ذلك جدار الفصل في الضفة الغربية والحواجز العسكرية. يستضيف المؤتمر كلية بيت لحم للكتاب المقدس، حيث أصبح منذر عميدًا أكاديميًا في عام 2015. في عام 2014، اتهم ييجال بالمور من وزارة الخارجية الإسرائيلية مركز CATC باستخدام الدين لأغراض الدعاية السياسية؛ ورد منذر بأن وصف بيان بالمور بأنه محاولة للرقابة. وفقًا لمنذر، ساهمت CATC في زيادة الوعي بوجهات النظر الفلسطينية بين المسيحيين الإنجيليين.
قام القس الفلسطيني متري راهب بتوجيه منذر وتشجيعه ليصبح قسًا. في عام 2016، أصبح منذر وزيراً رسمياً في الكنيسة الإنجيلية اللوثرية في الأردن والأرض المقدسة (ELCJHL). يرعى منذر كنيستين ELCJHL - كنيسة عيد الميلاد اللوثرية في بيت لحم والكنيسة الإنجيلية اللوثرية في بيت ساحور. اعتبارًا من عام 2019، قدر منذر أن كنيسة عيد الميلاد اللوثرية لديها 160 عضوًا محليًا مع آلاف آخرين يعيشون في الخارج. لقد غادر العديد من المسيحيين الفلسطينيين الضفة الغربية بسبب الاحتلال الإسرائيلي وارتفاع معدلات البطالة.
بعد نشر خطة ترامب للسلام في عام 2020، وصفها منذر بأنها " نظام فصل عنصري جديد" لا يأخذ في الاعتبار المطالب الفلسطينية. وقد شارك في كتابة مقال رأي في صحيفة هآرتس توقع فيه أن الخطة لن تحقق السلام بين الإسرائيليين والفلسطينيين، بل ستضر بحقوق الفلسطينيين، وخاصة المسيحيين الفلسطينيين. بالإضافة إلى ذلك، فقد وصفها بأنها "ضربة قاتلة للوجود المسيحي الديناميكي في مسقط رأس يسوع".
ظهر منذر في فيلم Til Kingdom Come (2020)، وهو فيلم وثائقي إسرائيلي عن الدعم المسيحي الأمريكي لإسرائيل. وفي الفيلم يشرح وجهة نظره للقس ويليام بينغهام بأن الصهيونية المسيحية تساهم في قمع الفلسطينيين. بعد محادثتهما، وصف بينغهام منذر بأنه معادٍ للسامية وقال إن الفلسطينيين غير موجودين.
في نوفمبر 2023، أحضر منذر رسالة من عدة كنائس في بيت لحم إلى الرئيس الأمريكي جوزيف بايدن تحثه على إنهاء حرب غزة.

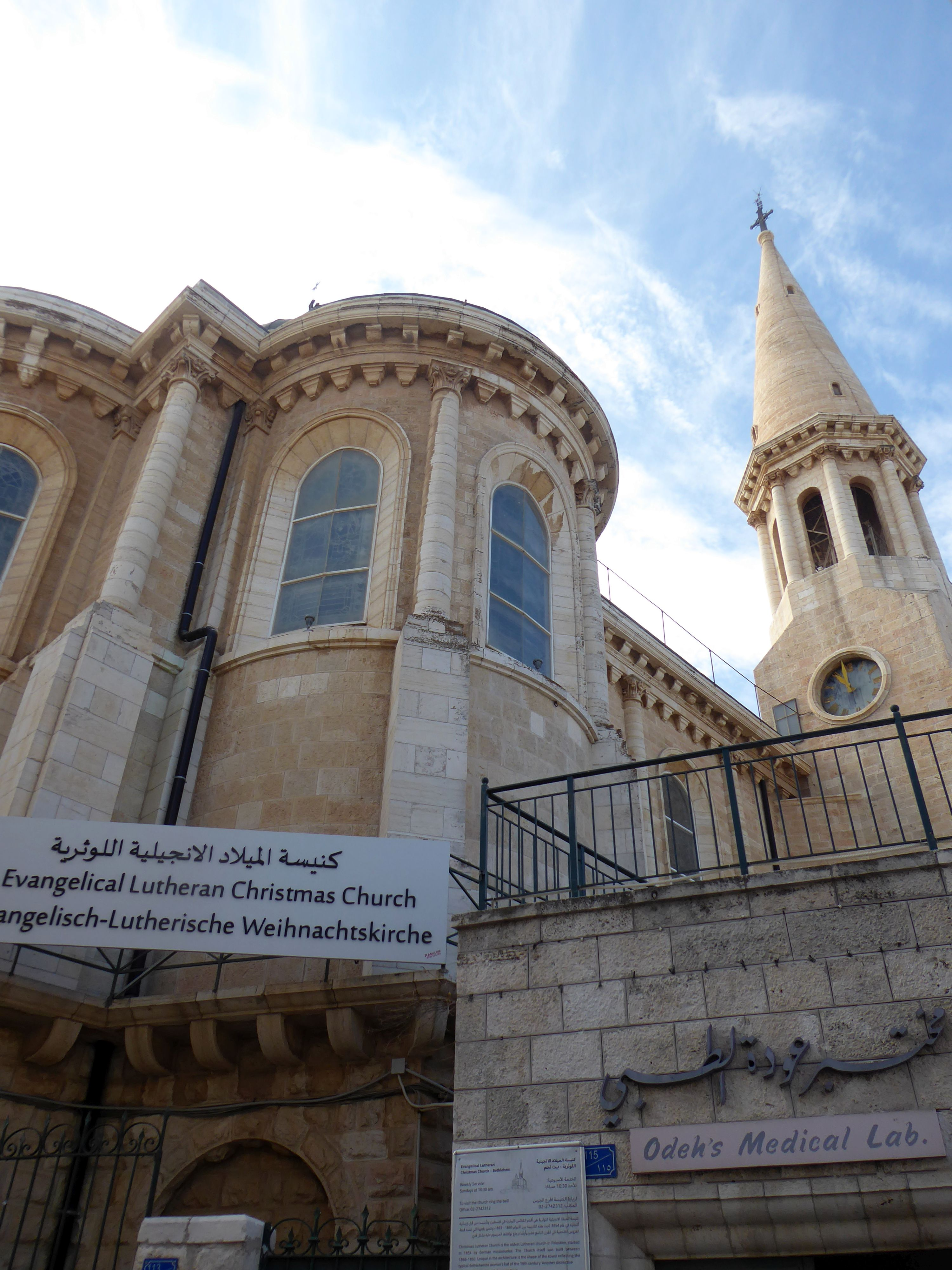
كنيسة عيد الميلاد اللوثرية - بيت لحم، 2019

خلال موسم مجيء السيد المسيح في ذلك العام، قارن منذر قصة ميلاد يسوع بالوضع في فلسطين. يصور مشهد المهد في كنيسة عيد الميلاد اللوثرية في بيت لحم يسوع ملفوفًا بالكوفية الفلسطينية وملقى في كومة من الأنقاض. في شرحه لمشهد الميلاد في عظة ألقاها في السابع من ديسمبر، قال منذر: "لو وُلد المسيح اليوم، لكان وُلد تحت الأنقاض والقصف الإسرائيلي". وفي عشية عيد الميلاد، ألقى منذر عظة بعنوان "المسيح بين الأنقاض: قداس رثاء" قال فيها: "سنتعافى نحن الفلسطينيون، كما كنا دائمًا... ولكن بالنسبة للمتواطئين، أشعر بالأسف من أجلكم. هل ستتعافى من هذا يومًا ما؟... لن نقبل اعتذاركم بعد الإبادة الجماعية ". انتشر فيديو لخطبته وصور لمشهد الميلاد على نطاق واسع على وسائل التواصل الاجتماعي. وفقًا لمنذر، أرسلت له الكنائس في بلدان أخرى صورًا لمشاهد ميلاد مماثلة.
ألقى منذر خطابات في أماكن مختلفة في جميع أنحاء العالم، بما في ذلك كنيسة ريفرسايد في مدينة نيويورك، وكنيسة القديس مرقس الأسقفية في واشنطن العاصمة، والمؤتمر العالمي لمناهضة الفصل العنصري في فلسطين في جوهانسبرغ. في أعقاب خطاب منذر في احتجاج مؤيد لفلسطين في لندن والذي شارك فيه جيريمي كوربين، ألغى رئيس أساقفة كانتربري جاستن ويلبي اجتماعهما في فبراير 2024. يقال إن ويلبي قرر عدم مقابلة منذر لأنه كان يخشى إهانة المجتمع اليهودي. بعد أن انتقد منذر وآخرون تصرفات ويلبي علنًا، اعتذر ويلبي وأعاد جدولة اجتماعهما. وفي وقت لاحق من ذلك العام، زار ويلبي كنيسة منذر في بيت لحم.
انتقد منذر معاملة إسرائيل للمسيحيين الفلسطينيين. في مقابلة أجريت معه في أبريل 2024 مع المعلق المحافظ تاكر كارلسون، اتهم منذر إسرائيل بارتكاب إبادة جماعية في غزة. دافع كل من كارلسون ومنذر ضد الدعم المسيحي الأمريكي لإسرائيل بسبب سوء معاملتها للمسيحيين الفلسطينيين. وقد أثارت المقابلة، التي أثارت ردود فعل متباينة من المحافظين الأميركيين، مشاهدات أكثر من 19 مليون مرة على تويتر.
في ديسمبر 2024، أعرب منذر عن إحباطه إزاء عدم إحراز تقدم نحو إنهاء الحرب، لكنه أشار إلى أن سلوك إسرائيل أثناء الحرب أدى إلى انخفاض الدعم لإسرائيل بين المسيحيين في البلدان الأخرى. كررت كنيسة منذر مشهد الميلاد في العام السابق والذي يصور يسوع مستلقياً على الأنقاض. وقد أنشأت كنائس أخرى، بما في ذلك كنيسة القديس مرقس الأسقفية في واشنطن العاصمة، وكنيسة جميع القديسين الأسقفية في باسادينا، كاليفورنيا، مشاهد ميلاد مماثلة مستوحاة من تلك الموجودة في كنيسة منذر. ألقى منذر عظة بعنوان: "المسيح لا يزال في الأنقاض"، قائلاً: "لقد أصبحت عبارة 'لن تتكرر أبدًا' 'مرة أخرى' - مرة أخرى إلى التفوق، ومرة أخرى إلى العنصرية ومرة أخرى إلى الإبادة الجماعية."

## الكتب

### من الأرض إلى الأراضي، من عدن إلى الأرض المتجددة (2015)
نُشرت أطروحة الدكتوراه التي قدمها منذر في كتاب بعنوان " من الأرض إلى الأراضي، ومن عدن إلى الأرض المتجددة". وفي هذا الكتاب يتحدى التفسير الصهيوني للكتاب المقدس الذي يزعم أن الله وعد الشعب اليهودي، كما يمثله دولة إسرائيل الحديثة، بأرض إسرائيل وفلسطين. وبدلاً من ذلك، يزعم أن الأرض يجب أن تكون مشتركة.

### الجانب الآخر من الجدار (2020)
في كتاب منذر، الجانب الآخر من الجدار، ينتقد الصهاينة المسيحيين لتجاهلهم انتهاكات إسرائيل لحقوق الإنسان الفلسطينية ولاعتقادهم أن اليهود الإسرائيليين سوف يتحولون إلى المسيحية. ويزعم أن إسرائيل تعطي الأولوية لحقوق الإسرائيليين اليهود ويدعو إلى تقاسم الأرض بالتساوي وبشكل سلمي بين جميع الناس: "حتى مع التزامي اليوم بإلحاح إنهاء الاحتلال الإسرائيلي، فأنا بحاجة إلى تذكير نفسي بأن الهدف في حد ذاته ليس إنهاء الاحتلال، بل المصالحة. "
في مراجعته، أشاد صموئيل ت. لوجان بمعرفة منذر بالكتاب المقدس والتاريخ، لكنه أعرب عن رغبته في أن يشرح منذر ما يعنيه بالنسبة للفلسطينيين أن يحبوا الإسرائيليين اليهود باعتبارهم جيرانًا لهم، وخاصة في سياق الهولوكوست. يكتب أحد المراجعين أن منذر يصف معاناة الفلسطينيين بدقة لكنه يتجاهل المخاوف الأمنية الإسرائيلية. ويكتب أحد النقاد أن الكتاب "يفكك الصهيونية المسيحية حجرًا حجرًا" و"يطالب بإعادة النظر في الصراع الإسرائيلي الفلسطيني".

### المسيح بين الأنقاض (2025)
يتناول كتاب منذر، "المسيح وسط الأنقاض: الإيمان والكتاب المقدس والإبادة الجماعية في غزة" (إردمانز 2025)، الاستجابة المسيحية لحرب غزة. وقد سبق له أن صرح بأن الاستجابة المسيحية الشاملة للحرب غير كافية لأنها تتجاهل تاريخ الصراع، وتقبل الرواية الإسرائيلية، وتمتنع عن إدانة إسرائيل صراحةً بارتكاب الإبادة الجماعية وجرائم الحرب. مقدمة الكتاب بقلم عالم اللاهوت بجامعة ييل ويلي جيمس جينينجز.

## الحياة الشخصية
التقى منذر بزوجته عندما تحدث في مؤتمر مسيحي قامت بتنظيمه. وهي مهندسة معمارية، وهم يعيشون في بيت ساحور مع طفليهما. إنه من مشجعي ليفربول.

## أعمال مختارة
- من أرض إلى أراضٍ، ومن عدن إلى الأرض المتجددة: لاهوت كتابي يركز على المسيح للأرض الموعودة (2015). دراسات لانغهام..
- الجانب الآخر من الجدار: رواية مسيحية فلسطينية عن الرثاء والأمل (2020). دار نشر إنترفارستي.(ردمك 978-0-8308-3220-0)رقم ISBN 978-0-8308-3220-0.
- المسيح وسط الأنقاض: الإيمان والكتاب المقدس والإبادة الجماعية في غزة (2025). وم. دار نشر ب. إيردمانز ج.(ردمك 978-1-4674-7012-4)رقم ISBN 978-1-4674-7012-4.